# Резень
Резень (рум. Răzeni) — село в Яловенському районі Молдови. Адміністративний центр однойменної комуни, до складу якої також входить село Мілештій-Ной.